# 7 (szám)
A 7 (hét) (római számmal: VII) a 6 és 8 között található természetes szám, s egyben számjegy is. A számjegy ASCII kódja: 55 vagy 0x0037.

## A matematikában
A tízes számrendszerbeli 7-es a kettes számrendszerben 111, a nyolcas számrendszerben 7, a tizenhatos számrendszerben 7 alakban írható fel.
A 7 páratlan szám, prímszám. Kanonikus alakban a 71 szorzattal, normálalakban a 7 · 100 szorzattal írható fel. Két osztója van a természetes számok halmazán, ezek növekvő sorrendben: 1 és 7.
A Sylvester-sorozat 3. eleme.
A hetes boldog szám. Woodall-szám. A hetes szám a 4. prímszám. Mersenne-prím, sőt dupla Mersenne-prím. Biztonságos prím (az egyetlen Mersenne-prím ezek között). Newman–Shanks–Williams-prím, faktoriálisprím, primoriálisprím, szerencsés prím, a negyedik Heegner-szám.
Másodfajú Szábit-prím. Másodfajú Leyland-prím, tehát felírható {\displaystyle x^{y}-y^{x}} alakban.
Első típusú köbös prím.
Egyetlen szám osztóösszege, a nyolc köbszámé.
Carol-szám.
Perrin-szám.
- 7 az egyetlen dimenzió, a megszokott 3 mellett, ahol a vektoriális szorzat definiálható.
- A 7. a legalacsonyabb dimenzió, ahol egzotikus gömböt ismerünk, bár a négydimenziós térben még találhatnak ilyet.
- A hétoldalú sokszög neve hétszög. Szabályos n-szögek szerkeszthetők n ≤ 6 esetben körzővel és vonalzóval, de a szabályos hétszög nem szerkeszthető sokszög. A hétszögeknek megfelelő figurális számok a hétszögszámok, melyek közé a 7 is tartozik. A 7 egyben középpontos hatszögszám. Középpontos oktaéderszám.[3] Hatszögalapú piramisszám.[4]

### Tipográfia érdekesség
A magyar, francia, német nyelvterületeken a kézzel írott 7 középen vízszintesen áthúzott, hogy ne legyen keverhető az 1 számmal. 

## Természet, csillagászat
- A szivárvány 7 színből áll
- A Göncölszekér 7 csillagból áll
- A Fiastyúk csillagai közül 7 látható szabad szemmel is
- Az ókorban ismert égitestek száma (a Nap, a Hold és az öt szabad szemmel is látható bolygó a Föld kivételével)
- A NASA űrrepülőgépeinek a legénysége 7 fős szokott lenni

## Állat
- Hétöves tatu
- Hétpettyes katicabogár
- A cápáknak 7 fogsoruk van
- Az emlősöknek általában 7 nyaki csigolyájuk van (ahogy az embereknek is)

## Tudomány
- A dobókocka szemközti oldalain lévő pöttyök összege 7
- Egy felnőtt emberi fej 7-szer fér rá a „saját” testére

## A történelemben
- A hét bölcs, görög tudósok és államférfiak
- a hét napjainak, az időmérés egységének száma
- Róma hét dombra épült
- A hét vezér a magyar történelemben
- A hét törzs a magyar történelemben

## Kultúra
- Hét szabad művészet
- A világ hét csodája
- A világ hét új csodája

## A vallásban
- Biblia:
  - A hetes szám a Szentírásban gyakran a teljességet jelenti.
  - Ószövetség
    - A világot Isten 6 nap alatt teremtette, és a 7. napon megpihent.
    - a Teremtés hetedik napja mint pihenőnap
    - az Ószövetség szerint a szolgák a 7. évben felszabadulnak
    - A hetedik évben nem volt szabad vetni, aratni, szüretelni (Mózes könyve)
    - hét bő és hét szűk esztendő József álmában.

  - Újszövetség
    - A jelenések könyve bevezetőjében János evangélista 7 üzenete olvasható, amelyeket kis-ázsiai gyülekezeteknek írt (őket nevezi 'gyertyatartóknak')
    - A Jelenések könyvében 7 gyertyatartó, 7 csillag, 7 harsonás angyal van (Jel 1:20; Jel 8:2)
    - A jelenések könyvében egy hét pecséttel lezárt könyv szerepel. A pecsétek felnyitásakor egymás után zúdulnak a sorscsapások az emberiségre (Jel 5; 6)
- A római katolikus egyház hittételei szerint 
  - hét szentség
  - hét fő erény
  - hét főbűn
- A Holt-tengeri tekercsekben: 7 évet 7 hónapot 7 napot kell várni valamire
- 777 démon nagyúr (a 666 a sátáné)
- Az ókori egyiptomi vallásban a hét Hathor segédkezik a gyermekek születésénél
- A hinduizmusban a 7 szent szám

## A zenében
- A 7 zenei alap hangnév.
- A 7 Enrique Iglesias egyik albuma.
- A VII az At Vance német együttes egyik albuma.
- Heaven Street Seven együttes.
- Az Iron Maiden angol heavy metal együttes Seventh Son of a Seventh Son lemeze, amit a legendabeli hetedik fiú hetedik fia ihletett.

## A sportban
- A kézilabdában 7 játékos van.
- A kézilabdában a büntetőt a 7-esről dobják/lövik.

## A filmművészetben
- A hét szamuráj, japán film
- A hét mesterlövész, amerikai film
- A pokol hét kapuja, amerikai film
- Hét Kilenced, vagy gyakran a „Hetes” a Star Trek: Voyager című tudományos-fantasztikus televíziós sorozat szereplője
- Hét év Tibetben, amerikai film
- 7 év házasság, francia film
- A hetedik kör, magyar film
- 7 élet, amerikai film
- A hét kard legendája, kínai film
- A hetedik tekercs, amerikai film
- 6 nap 7 éjszaka, amerikai film
- Agatha Christie: A 7 számlap rejtélye
- A pokol 7 kapuja, amerikai film
- Hetedik, amerikai film
- Hetedik mennyország, amerikai filmsorozat
- Heti Hetes, magyar tévéműsor

## Mesében

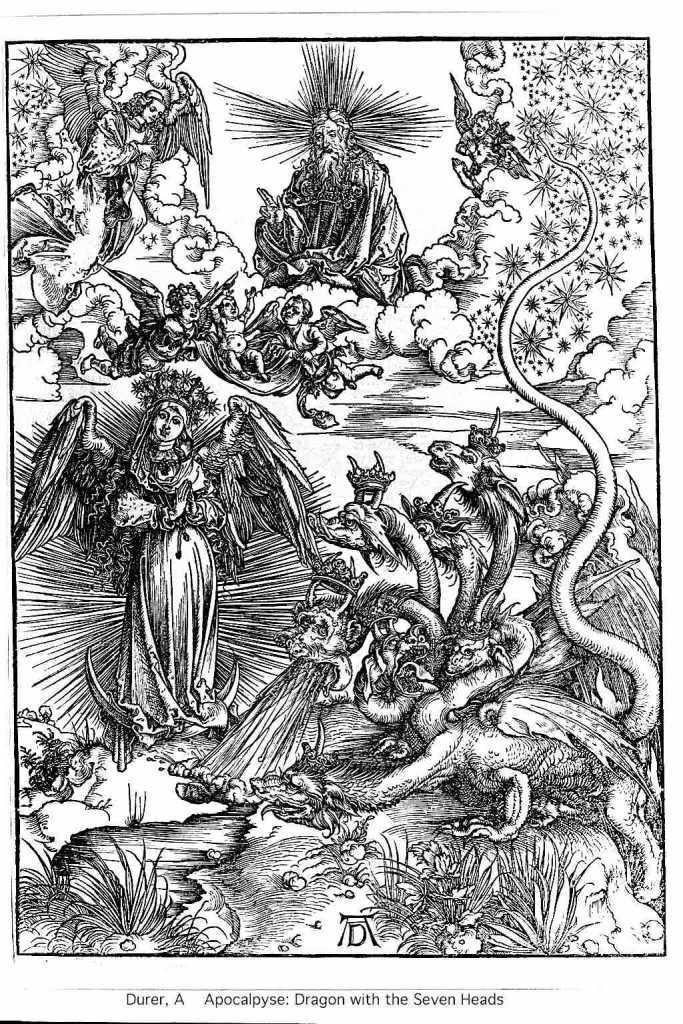
A hétfejű sárkány, Dürer metszete

- Hétfejű sárkány
- Hét törpe
- Szindbád hét utazása
- Hétmérföldes csizma

## Az irodalomban
- Agatha Christie: A hét számlap rejtélye
- A hét alvó legendája, legenda
- Janikovszky Éva: A 7 bőr
- József Attila: A hetedik
- Thomas Edward Lawrence: A bölcsesség hét pillére
- Lázár Ervin: A Hétfejű Tündér
- A Harry Potter könyvekben a „legmágikusabb szám”; a könyvsorozat is hét kötetből áll
- Móricz Zsigmond: A hét krajcár
- Anna Seghers: A hetedik kereszt
- Szepes Mária: Reguler 7 tanítványa

## Közlekedés
- 7-es busz (egyértelműsítő lap)
- M7-es autópálya
- 7. Árpád, egy vonat neve

## Héttagú csoportok
- Hetek

## Kifejezések
- Hétszilvafás nemes
- Hetedhét ország
- Hétpecsétes titok
- Hét lakat alatt
- Heten, mint a gonoszok
- Hetedíziglen: a család 7. generációja

## Egyéb
- 7. század
- 7. kerület
- 7 isten van 1 rizsszemben – japán közmondás (7 fajta rizs van, mindegyiknek 1 istene van, ezért lettek a szamurájok is 7-en)
- Tükröt összetörni 7 év balszerencse a babona szerint